# Gebr. Boehringer
Gebr. Boehringer GmbH war eine Maschinenfabrik und Eisengießerei in Göppingen in Baden-Württemberg.

## Geschichte

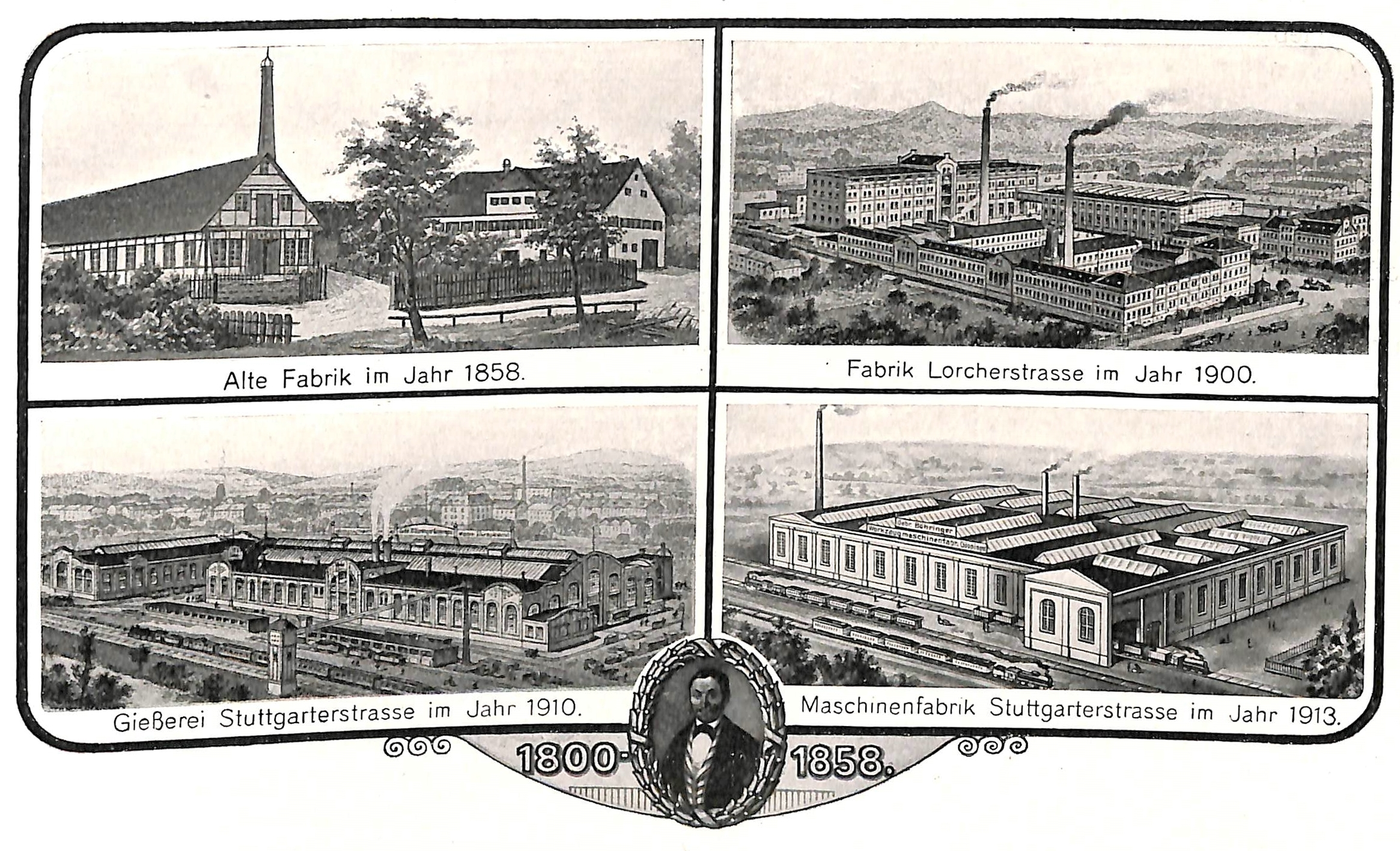
Werkzeugmaschinenfabrik, 1913

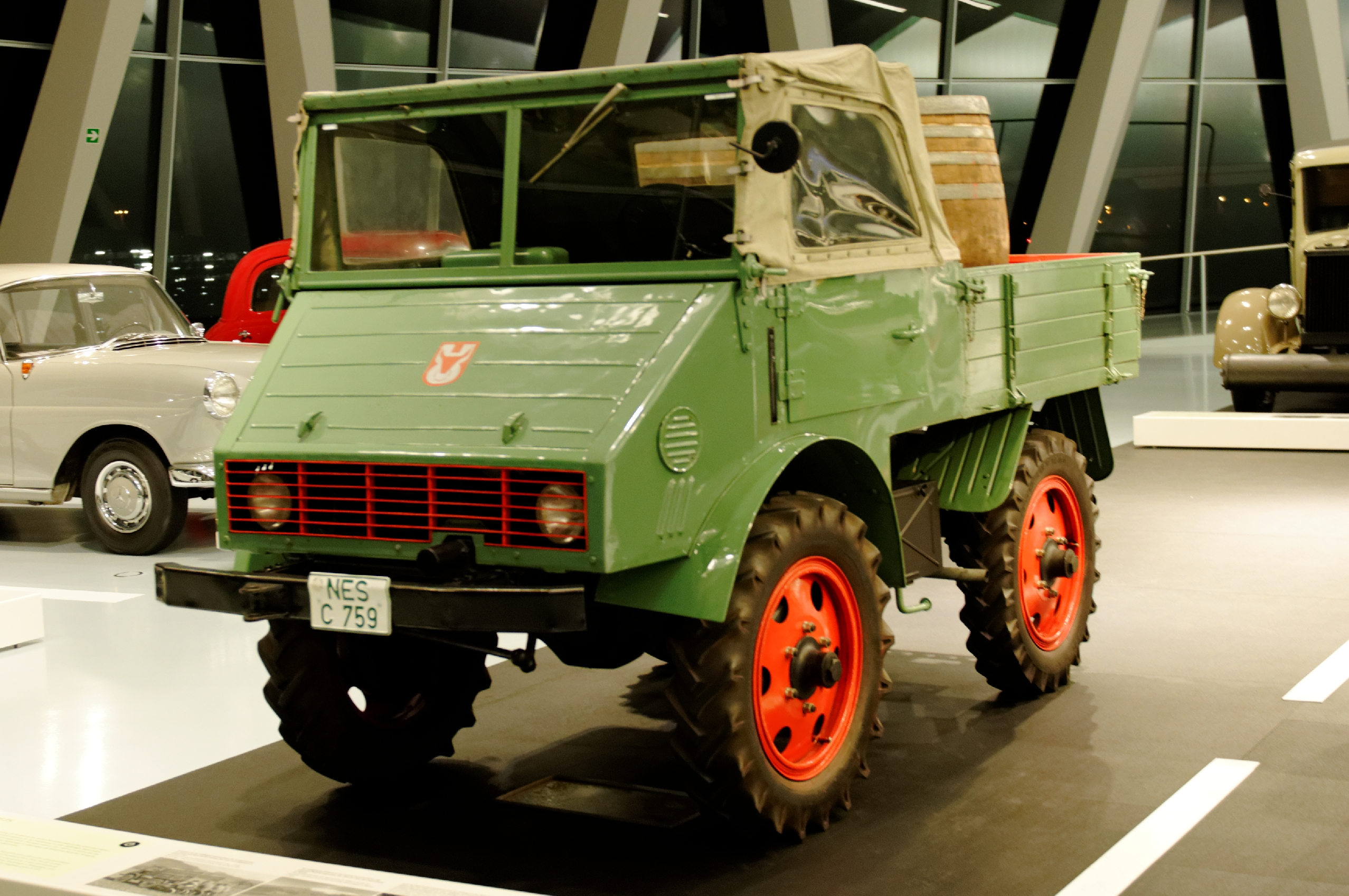
Unimog von 1949 bis 1951 gebaut von Boehringer

Johann Georg Boehringer, der vorher Fabrikaufseher bei der Wollspinnerei Baumann war, gründete um 1844 in der Karlstraße in Göppingen eine eigene Reparaturwerkstatt für Spinn- und Webmaschinen. 1855 brachte sein Bruder aus Amerika das Know-how mit, um die erste 3-PS-Dampfmaschine zu bauen. 1868 standen in Göppingen sechs Dampfmaschinen, 1890 zählte man im Oberamt davon 138 mit über 3.000 PS Leistung. Zum Ende des Jahrhunderts spezialisierte man sich auf Hobelmaschinen und Drehbänke, insbesondere Revolverdrehbänke für die aufkommende Automobilindustrie.
Erwin Sturm entwickelte in den 1920er-Jahren das hydrostatische Kompaktgetriebe, das von Gebrüder Boehringer als Boehringer-Sturm-Öl-Getriebe gebaut wurde. Dieser Unternehmensbereich wurde 1987 in die Tochterfirma Hydrokraft GmbH ausgegliedert. 1928 gründete das Unternehmen mit drei weiteren Herstellern die Fabrikations- und Vertriebsgemeinschaft „Vereinigte Drehbankfabriken“ (VDF). Während des Maschinenbauverbots der Alliierten machte man sich auf die Suche nach sogenannten „Friedensprodukten“ wie z. B. Strumpfwirkmaschinen, Dosenverschließmaschinen oder Kochherden. Rolf Boehringer erwarb von Erhard & Söhne den Unimog, den sie von 1949 bis 1951 bauten.
1972 ging das Unternehmen eine Kooperation mit der Oerlikon-Bührle AG in Zürich ein, die 1973 eine Mehrheitsbeteiligung erwarb. 1981 wurde die Firma in Oerlikon-Boehringer GmbH geändert und Peter-Jürgen Kreher Geschäftsführer. Ab 1987 gehörte Boehringer wie die Ex-Cell-O-Gruppe in Eislingen zur IWKA-Aktiengesellschaft und firmierte nun als Boehringer Werkzeugmaschinen GmbH. Das Unternehmen wurde 2006 von der US-Gruppe Maxcor Inc. gekauft und wurde schließlich in den MAG-IAS-Konzern eingebracht. Im Jahr 2013 kaufte die taiwanische Fair Friend Group (FFG) den Bereich Industrial Equipment von MAG. Damit gingen Teile des Boehringer Produktportfolios (VDF Boehringer) an die Fair Friend Group über. Im Jahr 2015 übernahm FFG die MAG Gruppe vollständig.